# Leopold I van Lotharingen
Leopold I van Lotharingen (Innsbruck, 11 september 1679 — Lunéville, 27 maart 1729) was de oudste zoon van Karel V, verbannen hertog van Lotharingen, en aartshertogin Eleonora Maria Josefa van Oostenrijk (1653-1697), dochter van keizer Ferdinand III en stiefzuster van keizer Leopold I.
Hij was hertog van Lotharingen van 1697 tot 1702 en opnieuw van 1714 tot zijn dood in 1729. Overeenkomstig de Vrede van Rijswijk kon Leopold in 1697 Lotharingen terugkrijgen, dat onder zijn grootvader én vader verloren was gegaan aan Lodewijk XIV van Frankrijk. In 1702 werd Lotharingen, in een internationaal schaakspel wegens de Spaanse Successieoorlog, weer bezet door Frankrijk. Na deze gespannen periode en de uiteindelijk gunstige afloop voor Frankrijk eindigde de bezetting en kon Leopold zijn heerschappij over het hertogdom hernemen. Hij verhuisde toen zijn hofhouding van Nancy naar Lunéville. Door architect Germain Boffrand liet hij daar een nieuw kasteel bouwen gemodelleerd naar het kasteel van Versailles.
Hij was gehuwd met Elisabeth Charlotte van Orléans, de dochter van Filips van Frankrijk, hertog van Orléans, en werd de vader van:
1. Leopold van Lotharingen (1699-1700)
2. Elisabeth Charlotte van Lotharingen (1700-1711)
3. Louise Christine van Lotharingen (1701-1701)
4. Maria Gabriele van Lotharingen (1702-1711)
5. Louis van Lotharingen (1704-1711)
6. Josephine Gabriële van Lotharingen (1705-1708)
7. Gabrièle Louise van Lotharingen (1706-1710)
8. Leopold van Lotharingen (1707-1723)
9. Frans Stefan van Lotharingen (1708-1765)
10. Eleonore van Lotharingen (1710-1710)
11. Elisabeth Theresia van Lotharingen (1711-1741)
12. Karel Alexander van Lotharingen (1712-1780)
13. Anna Charlotte (1714-1773), werd non
14. Doodgeboren dochter (28 november 1715)

## Voorouders
| Voorouders van Leopold I van Lotharingen | Voorouders van Leopold I van Lotharingen                                          | Voorouders van Leopold I van Lotharingen                                          | Voorouders van Leopold I van Lotharingen                                          | Voorouders van Leopold I van Lotharingen                                          | Voorouders van Leopold I van Lotharingen                                       | Voorouders van Leopold I van Lotharingen                                       | Voorouders van Leopold I van Lotharingen                                       | Voorouders van Leopold I van Lotharingen                                       |
| ---------------------------------------- | --------------------------------------------------------------------------------- | --------------------------------------------------------------------------------- | --------------------------------------------------------------------------------- | --------------------------------------------------------------------------------- | ------------------------------------------------------------------------------ | ------------------------------------------------------------------------------ | ------------------------------------------------------------------------------ | ------------------------------------------------------------------------------ |
| Overgrootouders                          | Frans II van Lotharingen (1572–1632) ∞ Christina van Salm (1575-1627)             | Frans II van Lotharingen (1572–1632) ∞ Christina van Salm (1575-1627)             | Hendrik II van Lotharingen (1563–1623) ∞ Margherita Gonzaga (1591-1632)           | Hendrik II van Lotharingen (1563–1623) ∞ Margherita Gonzaga (1591-1632)           | Keizer Ferdinand II (1578-1637) ∞ 1600 Maria Anna van Beieren (1574-1616)      | Keizer Ferdinand II (1578-1637) ∞ 1600 Maria Anna van Beieren (1574-1616)      | Carlo II van Nevers en Rethel ∞ Maria Gonzaga, hertogin van Montferrat         | Carlo II van Nevers en Rethel ∞ Maria Gonzaga, hertogin van Montferrat         |
| Grootouders                              | Nicolaas II van Lotharingen (1609–1670) ∞ 1636 Claude van Lotharingen (1612-1657) | Nicolaas II van Lotharingen (1609–1670) ∞ 1636 Claude van Lotharingen (1612-1657) | Nicolaas II van Lotharingen (1609–1670) ∞ 1636 Claude van Lotharingen (1612-1657) | Nicolaas II van Lotharingen (1609–1670) ∞ 1636 Claude van Lotharingen (1612-1657) | Keizer Ferdinand III (1608–1657) ∞ 1651 Eleonora Gonzaga (1630-1686)           | Keizer Ferdinand III (1608–1657) ∞ 1651 Eleonora Gonzaga (1630-1686)           | Keizer Ferdinand III (1608–1657) ∞ 1651 Eleonora Gonzaga (1630-1686)           | Keizer Ferdinand III (1608–1657) ∞ 1651 Eleonora Gonzaga (1630-1686)           |
| Ouders                                   | Karel V van Lotharingen (1643–1690) ∞ 1656 Eleonora van Oostenrijk (1653-1697)    | Karel V van Lotharingen (1643–1690) ∞ 1656 Eleonora van Oostenrijk (1653-1697)    | Karel V van Lotharingen (1643–1690) ∞ 1656 Eleonora van Oostenrijk (1653-1697)    | Karel V van Lotharingen (1643–1690) ∞ 1656 Eleonora van Oostenrijk (1653-1697)    | Karel V van Lotharingen (1643–1690) ∞ 1656 Eleonora van Oostenrijk (1653-1697) | Karel V van Lotharingen (1643–1690) ∞ 1656 Eleonora van Oostenrijk (1653-1697) | Karel V van Lotharingen (1643–1690) ∞ 1656 Eleonora van Oostenrijk (1653-1697) | Karel V van Lotharingen (1643–1690) ∞ 1656 Eleonora van Oostenrijk (1653-1697) |
| Leopold van Lotharingen (1679–1729)      |                                                                                   |                                                                                   |                                                                                   |                                                                                   |                                                                                |                                                                                |                                                                                |                                                                                |